# Mostki (Tarnawa)
Mostki – część wsi Tarnawa w Polsce, położona w województwie małopolskim, w powiecie bocheńskim, w gminie Łapanów.
W latach 1975–1998 Mostki należały administracyjnie do województwa tarnowskiego.